# Invertasa
La invertasa (β-fructofuranosidasa, EC 3.2.1.26), coneguda també amb el nom de sacarasa, és un enzim que catalitza la hidròlisi dels terminals no reductors β-D-fructofuranosídics de fructofuranòsids, trencant l'enllaç β-d-fructofuranosil. Entre els substrats sobre els que actua, el més significatiu és la sacarosa, d'aquí que l'enzim es conegui també com a sacarasa. Aquest disacàrid s'hidrolitza a fructosa i galactosa mitjançant la següent reacció reversible: 
Sacarosa ↔ Fructosa + Glucosa

sucres invertits

Aquests glúcids, a més de ser àmpliament utilitzats en la indústria alimentària, són fonts principals de carboni i energia per organismes procariotes i eucariotes. El nom d'invertasa fa referència al fet que els productes de la reacció són coneguts com a “sucres invertits” degut al canvi rotacional que modifica les seves propietats òptiques; d'una rotació positiva o dextrogira a una rotació negativa o levogira:
Sacarosa ([α]D= +66,5º) + H₂O → D-glucosa ([α]D= +52,5º) + D-fructosa ([α]D= -92º) 
El primer a descriure aquesta propietat i en donar nom a l'enzim va ser el francès Marcellin Berthelot (1827-1907) el 1860.
Aquest enzim es troba en llevats, normalment al llevat Saccharomyces cerevisiae; en abelles, les quals utilitzen la invertasa per fabricar mel a partir del nèctar de les flors, en plantes i bacteris com per exemple els que es troben a l'intestí dels humans.
A més, l'estudi de l'activitat de la invertasa té un gran interès per a la investigació aplicada, ja que es tracta d'un dels enzims més coneguts. Cal esmentar el fet que la cinètica d'aquest enzim va ser la primera que es va estudiar amb profunditat (estudis clàssics de Michaelis-Menten).

## Propietats físiques i químiques
Es troba inclosa dins la família GH32, és a dir, hidrolasa glicosídica. Aquesta família inclou uns 370 enzims (a febrer de 2004) que pertanyen a plantes, fongs i bacteris. en aquesta família a part de la invertasa podem trobar la inulasa (EC 3.2.1.7) i la levanasa (EC 3.2.1.65), entre d'altres.
Tots aquests enzims, i per tant, també la invertasa, tenen una característica conformacional comuna que són dos residus àcids que constitueixen el mecanisme catalític responsable de la ruptura dels enllaços glucosídics. Aquests residus s'han identificat experimentalment en la invertasa de llevat com un aspartat unit a un N terminal qwue actua de nucleòfil i un glutamat que actua com a àcid/base.
A més, aquest enzim existeix en més d'una forma. Per exemple, la invertasa intracel·lular té un pes molecular de 135.000 Daltons, mentre que la invertasa extracel·lular té un pes de 270.000 Daltons.
La sacarosa pot ser hidrolitzada de manera relativament fàcil, per tant la reacció pot donar-se moltes vegades en un medi àcid sense ajuda de la invertasa. Al contrari que la majoria dels enzims, la invertasa presenta una alta activitat dins una àmplia gamma de pH (3,5-5,5), amb pH òptim a 4,5. També cal destacar el fet que la seva activitat enzimàtica arriba al seu màxim a 55 °C.

## Dèficit en humans
Tot i que els animals, incloent els humans, tenen preferència per la dieta rica en sacarosa, els seus genomes no codifiquen la invertasa. En comptes d'això, els humans tenim la sacarosa 
x-glucosidasa (EC 3.2.1.48) que hidrolitza la sacarosa.
El dèficit d'aquest enzim a les vellositats de l'intestí prim provoca una malaltia coneguda com a intolerància a la sacarosa. La sacarosa passa a l'intestí gros on és fermentada per bacteris, com Bacteriodes thetaiotamicron i Bifidobacterium longum, provocant diarrees àcides amb perill de deshidratació, flatulència, sagnat i pèrdua de pes. Es tracta d'una patologia de difícil diagnòstic i poc freqüent, excepte al Canadà i Groenlàndia, que moltes vegades es confon amb la intolerància a la lactosa. El tractament està basat en una dieta amb absència de sacarosa, midó i dextrines.

## Aplicacions
La invertasa és un enzim molt utilitzat com a substituent del llevat en la rebosteria i l'alimentació animal. L'ús més comú de la invertasa en aliments ensucrats es basa en la transformació lenta i parcial de la sacarosa en sucre invertit (glucosa+fructosa). La fructosa té més poder edulcorant, més poder humectant, més solubilitat i per tant, menor tendència a cristal·litzar i endurir-se. D'aquesta manera, actua com a agent d'estovament en aliments ensucrats amb tendència a cristal·litzar la sacarosa i evaporar aigua. Això afecta el seu aspecte i a la seva consistència.
Els productes de confiteria com els bombons farcits, els productes de gelea, massapans i pastissos adquireixen una consistència suau, cremosa i tova, fins i tot després d'un emmagatzematge prolongat.
Un fet interessant és que l'acció cariogenètica del sucre invertit és força inferior a la causada per la sacarosa, de manera que no produeix tantes càries.
De vegades s'agrega la invertasa al producte prèviament barrejat amb sorbitol, que també posseeix un gran poder hidroestàtic o estabilitzador de la humitat, podent retenir aquesta davant les variacions de l'ambient.